# درونابينول
الدرونابينول هو الاسم الدولي غير مسجل الملكية، الذي يُعرف أيضاً باسم المارينول والسيندروس، وهو اسم تجاري لرباعي هيدرو كانابينول ويُباع كدواء فاتح للشهية ومضاد للقيء ومخفف لانقطاع التنفس النومي. وافقت عليه إدارة الغذاء والدواء واعتبرته آمنًا وفعالًا فقط في علاج فقدان الشهية الناتج عن الإصابة بالإيدز، والغثيان والإقياء الناتج عن تلقي العلاج الكيميائي لدى مرضى السرطان. مستحضراته الصيدلانية، التي تنطوي على زيت الراتنج ضمن كبسولات، متاحة بوصفة طبية في الولايات المتحدة وكندا وألمانيا وأستراليا ونيوزيلندا. قد تكون هناك استثناءات محتملة للاستخدام دون وصفة طبية في الولايات الأمريكية التي تصدر قوانين تحتفظ بحق الاختلاف عن قوانين معينة تصدرها إدارة الغذاء والدواء.
يُعتبر الدرونابينول الشكل الرئيسي للمكون ذوت التأثير النفسي المصاوغ المرآتي، رباعي هيدرو كانابينول، الموجود في الحشيش. لا يحتوي الدرونابينول على أي أيزوميرات أخرى لرباعي هيدرو كانابينول أو الكانابينول.

## الاستخدامات الطبية
يُستخدم الدرونابينول كفاتح للشهية وبالتالي يساعد في كسب الوزن لدى مرضى السرطانات والمرضى المصابين بالإيدز. ويُستخدم أيضًا لعلاج الغثيان والإقياء الناتج عن تلقي العلاج الكيميائي لدى مرضى السرطان. ويُظهر استخدام الدرونابينول أيضًا تحسن ملحوظ في درجات توقف التنفس خلال النوم. انتهي من المرحلة بي 2 من التجارب السريرية للحصول على موافقة إدارة الغذاء والدواء عام 2017.

## تأثيرات سلبية
تسبب الجرعات الخفيفة من الدرونابينول نُعاسًا وفَمًا مُتقَطِّنًا ونشوة وعدم انتظام في ضربات القلب، في حين تسبب الجرعات العالية منه وسنًا وتداخل الكلام وضعفًا في التنسيق الحركي ونَقْص ضغط الدم الوَضْعِيّ.

## المجتمع والثقافة

### مقارنة مع أنواع الحشيش الطبي الأخرى
تحتوي نباتات القنب على ما لا يقل عن 113 من الكانابينويدات (مادة القنب الفعالة)، بما فيها الكانابيدول، الذي يُعتقد أنه مضاد الاختلاج الرئيسي الذي يساعد المصابين بمرض التصلب المتعدد، والكانابيكرومين وهو مضاد التهاب يُعتقد بأن له دور في تأثير القنب المسكن للألم. يستغرق المارينول أكثر من ساعة للوصول إلى التأثير الجهازي الكامل. مقارنةً بالقنب الذي يُدخن أو يُستنشق والذي يستغرق ثواني إلى عدة دقائق. قال مارك كليمان، مدير برنامج تحليل سياسة المخدرات في كلية الشؤون العامة بجامعة كاليفورنيا في لوس أنجلوس عن المارينول: «لم يكن الأمر ممتعًا وجعل المستخدم يشعر بالسوء لذا يمكن الموافقة عليه دون أي قلق من أن يخترق سوق المخدرات، ومن ثم يمكن استخدامه كنادي للرد على دعاة استخدام القنب الكامل كدواء».
اشتكى بعض الأشخاص الذين اعتادوا استنشاق الحشيش بما يكفي للتحكم بأعراضهم من التسمم الشديد بجرعات المارينول المحددة مسبقًا. أخبر العديد من الأشخاص الذين يستخدمون المارينول أن له تأثيرات مخدرة أكثر شدة من القنب. كان هناك تكهنات بأن هذا التباين في التأثير يمكن تفسيره من خلال التأثير المعتدل للعديد من الكانابيونيدات التي لا تحتوي على رباعي هيدرو كانابينول في القنب. لهذا السبب، تُطور حالياً أدوية بديلة تحتوي على رباعي هيدرو كانابينول بالاعتماد على مستخلصات نباتية من نبات القنب مثل النابيكسيميل.
أثبتت التجارب السريرية التي تقارن استخدام مستخلصات القنب بالمارينول في علاج الدنف الناتج عن الإصابة بالسرطان فعالية متساوية وحالة عامة جيدة بين الأشخاص المشاركين في كلا التجربتين. يعتبر القانون الفدرالي للولايات المتحدة حاليًا الدرونابينول مادةً خاضعة للرقابة في الجدول الثالث، ولكن تظل جميع أنواع القنّب الأخرى في الجدول الأول، باستثناء المواد التركيبية مثل النابيلون.